# Jihomoravský župní přebor 2000/2001
V soubojích 41. ročníku Jihomoravského župního přeboru 2000/01 (jedna ze skupin 5. fotbalové ligy) se utkalo 16 týmů každý s každým dvoukolovým systémem podzim–jaro. Tento ročník začal v srpnu 2000 a skončil v červnu 2001.

## Nové týmy v sezoně 2000/01
- Z Divize D 1999/00 nesestoupilo do Jihomoravského župního přeboru žádné mužstvo.
- Ze skupin I. A třídy Jihomoravské župy 1999/00 postoupila mužstva FK Best Kunštát (vítěz skupiny A) a TJ Sokol Hrušky (vítěz skupiny B).
- Mužstvo FC Sparta Brno získalo spojením s FC Zeman Brno divizní příslušnost v sezoně 2000/01, jeho místo v této sezoně zaujalo vlastní B-mužstvo.

## Konečná tabulka
Zdroj: 
| Poř. | Tým                              | Z  | V  | R | P  | VG | OG | B  |
| ---- | -------------------------------- | -- | -- | - | -- | -- | -- | -- |
| 1.   | FK Drnovice „B“                  | 30 | 22 | 5 | 3  | 75 | 22 | 71 |
| 2.   | TJ Framoz Rousínov               | 30 | 16 | 6 | 8  | 62 | 46 | 54 |
| 3.   | Tatran Brno-Bohunice             | 30 | 15 | 6 | 9  | 46 | 33 | 51 |
| 4.   | FC ŽĎAS Žďár nad Sázavou         | 30 | 14 | 7 | 9  | 43 | 34 | 49 |
| 5.   | TJ ČKD Blansko                   | 30 | 13 | 8 | 9  | 72 | 54 | 47 |
| 6.   | TJ MKZ Rájec-Jestřebí            | 30 | 13 | 7 | 10 | 54 | 33 | 46 |
| 7.   | TJ Slavoj Velké Pavlovice        | 30 | 14 | 3 | 13 | 54 | 43 | 45 |
| 8.   | TJ Radešínská Svratka            | 30 | 13 | 6 | 11 | 47 | 53 | 45 |
| 9.   | TJ Sokol Bedřichov               | 30 | 13 | 5 | 12 | 42 | 49 | 44 |
| 10.  | TJ Sokol Hrušky (N)              | 30 | 12 | 5 | 13 | 59 | 52 | 41 |
| 11.  | FK Best Kunštát (N)              | 30 | 12 | 4 | 14 | 53 | 40 | 40 |
| 12.  | SK Buwol Metal Luka nad Jihlavou | 30 | 10 | 9 | 11 | 43 | 49 | 39 |
| 13.  | FC Kuřim                         | 30 | 9  | 5 | 16 | 45 | 65 | 32 |
| 14.  | FC Sparta Brno „B“ (N)           | 30 | 7  | 7 | 16 | 35 | 72 | 28 |
| 15.  | FC Rekos Hustopeče               | 30 | 5  | 8 | 17 | 44 | 77 | 23 |
| 16.  | SK Tuřany                        | 30 | 4  | 4 | 22 | 27 | 80 | 16 |

Poznámky:
- Z = Odehrané zápasy; V = Vítězství; R = Remízy; P = Prohry; VG = Vstřelené góly; OG = Obdržené góly; B = Body; (S) = Mužstvo sestoupivší z vyšší soutěže; (N) = Mužstvo postoupivší z nižší soutěže (nováček)

|  | Postup do Divize D 2001/02                                |
|  | Sestup do I. A třídy Jihomoravské župy – sk. A 2001/02    |
|  | Sestup do I. A třídy Jihomoravské župy – sk. B 2001/02    |
|  | Přihláška do I. B třídy Jihomoravské župy – sk. B 2001/02 |